# 12.ª etapa del Tour de Francia 2024
La 12.ª etapa del Tour de Francia 2024 tuvo lugar el 11 de julio de 2024 y consistió en una etapa llana, con inicio en la ciudad de Aurillac y final en Villeneuve-sur-Lot, sobre un recorrido de 203,6 km. El vencedor fue el eritreo Biniam Girmay del equipo Intermarché-Wanty, el esloveno Tadej Pogačar del UAE Team Emirates mantuvo el liderato.

## Clasificación de la etapa
| Aurillac - Villeneuve-sur-Lot | etapa llana | (203,6 km) |

| \| Clasificación de la etapa \| Clasificación de la etapa \| Clasificación de la etapa \| Clasificación de la etapa \| Clasificación de la etapa \| \| Ciclista \| Ciclista \| Equipo \| Tiempo \| \| \| ------------------------- \| ------------------------- \| -------------------------- \| ------------------------- \| ------------------------- \| \| 1.º \| Biniam Girmay \| Intermarché-Wanty \| 4 h 17 min 15 s \| \| \| 2.º \| Wout van Aert \| Team Visma \\| Lease a Bike \| + 0 s \| \| \| 3.º \| Pascal Ackermann \| Israel-Premier Tech \| + 0 s \| \| \| 4.º \| Jasper Philipsen \| Alpecin-Deceuninck \| + 0 s \| \| \| 5.º \| Arnaud De Lie \| Lotto Dstny \| + 0 s \| \| \| 6.º \| Alexander Kristoff \| Uno-X Mobility \| + 0 s \| \| \| 7.º \| Phil Bauhaus \| Bahrain Victorious \| + 0 s \| \| \| 8.º \| Bryan Coquard \| Cofidis \| + 0 s \| \| \| 9.º \| Dylan Groenewegen \| Team Jayco AlUla \| + 0 s \| \| \| 10.º \| Ryan Gibbons \| Lidl-Trek \| + 0 s \| \| |                    |                            |                 |
| |                    |                            |                 |
| Fuentes: ProCyclingStats Cycling Quotient |                    |                            |                 |
| Clasificación de la etapa |                    |                            |                 |
| Ciclista | Ciclista           | Equipo                     | Tiempo          |
| 1.º | Biniam Girmay      | Intermarché-Wanty          | 4 h 17 min 15 s |
| 2.º | Wout van Aert      | Team Visma \| Lease a Bike | + 0 s           |
| 3.º | Pascal Ackermann   | Israel-Premier Tech        | + 0 s           |
| 4.º | Jasper Philipsen   | Alpecin-Deceuninck         | + 0 s           |
| 5.º | Arnaud De Lie      | Lotto Dstny                | + 0 s           |
| 6.º | Alexander Kristoff | Uno-X Mobility             | + 0 s           |
| 7.º | Phil Bauhaus       | Bahrain Victorious         | + 0 s           |
| 8.º | Bryan Coquard      | Cofidis                    | + 0 s           |
| 9.º | Dylan Groenewegen  | Team Jayco AlUla           | + 0 s           |
| 10.º | Ryan Gibbons       | Lidl-Trek                  | + 0 s           |

## Clasificaciones al final de la etapa

### Clasificación general(Maillot Jaune)
| \| Clasificación general \| Clasificación general \| Clasificación general \| Clasificación general \| Clasificación general \| \| Ciclista \| Ciclista \| Equipo \| Tiempo \| \| \| --------------------- \| --------------------- \| -------------------------- \| --------------------- \| --------------------- \| \| 1.º \| Tadej Pogačar \| UAE Team Emirates \| 49 h 17 min 49 s \| \| \| 2.º \| Remco Evenepoel \| Soudal Quick-Step \| + 1 min 06 s \| \| \| 3.º \| Jonas Vingegaard \| Team Visma \\| Lease a Bike \| + 1 min 14 s \| \| \| 4.º \| João Almeida \| UAE Team Emirates \| + 4 min 20 s \| \| \| 5.º \| Carlos Rodríguez \| Ineos Grenadiers \| + 4 min 40 s \| \| \| 6.º \| Primož Roglič \| Red Bull-Bora-Hansgrohe \| + 4 min 42 s \| \| \| 7.º \| Mikel Landa \| Soudal Quick-Step \| + 5 min 38 s \| \| \| 8.º \| Adam Yates \| UAE Team Emirates \| + 6 min 59 s \| \| \| 9.º \| Juan Ayuso \| UAE Team Emirates \| + 7 min 09 s \| \| \| 10.º \| Giulio Ciccone \| Lidl-Trek \| + 7 min 36 s \| \| |                  |                            |                  |
| |                  |                            |                  |
| Fuentes: ProCyclingStats Cycling Quotient |                  |                            |                  |
| Clasificación general |                  |                            |                  |
| Ciclista | Ciclista         | Equipo                     | Tiempo           |
| 1.º | Tadej Pogačar    | UAE Team Emirates          | 49 h 17 min 49 s |
| 2.º | Remco Evenepoel  | Soudal Quick-Step          | + 1 min 06 s     |
| 3.º | Jonas Vingegaard | Team Visma \| Lease a Bike | + 1 min 14 s     |
| 4.º | João Almeida     | UAE Team Emirates          | + 4 min 20 s     |
| 5.º | Carlos Rodríguez | Ineos Grenadiers           | + 4 min 40 s     |
| 6.º | Primož Roglič    | Red Bull-Bora-Hansgrohe    | + 4 min 42 s     |
| 7.º | Mikel Landa      | Soudal Quick-Step          | + 5 min 38 s     |
| 8.º | Adam Yates       | UAE Team Emirates          | + 6 min 59 s     |
| 9.º | Juan Ayuso       | UAE Team Emirates          | + 7 min 09 s     |
| 10.º | Giulio Ciccone   | Lidl-Trek                  | + 7 min 36 s     |

### Clasificación por puntos(Maillot Vert)
| Clasificación por puntos | Clasificación por puntos | Clasificación por puntos   | Clasificación por puntos | Clasificación por puntos |
| Ciclista                 | Ciclista                 | Equipo                     | Puntos                   |                          |
| ------------------------ | ------------------------ | -------------------------- | ------------------------ | ------------------------ |
| 1.º                      | Biniam Girmay            | Intermarché-Wanty          | 328 pts                  |                          |
| 2.º                      | Jasper Philipsen         | Alpecin-Deceuninck         | 221 pts                  |                          |
| 3.º                      | Anthony Turgis           | TotalEnergies              | 141 pts                  |                          |
| 4.º                      | Jonas Abrahamsen         | Uno-X Mobility             | 124 pts                  |                          |
| 5.º                      | Bryan Coquard            | Cofidis                    | 117 pts                  |                          |
| 6.º                      | Arnaud De Lie            | Lotto Dstny                | 114 pts                  |                          |
| 7.º                      | Fernando Gaviria         | Movistar Team              | 100 pts                  |                          |
| 8.º                      | Tadej Pogačar            | UAE Team Emirates          | 88 pts                   |                          |
| 9.º                      | Dylan Groenewegen        | Team Jayco AlUla           | 87 pts                   |                          |
| 10.º                     | Wout van Aert            | Team Visma \| Lease a Bike | 84 pts                   |                          |

### Clasificación de la montaña(Maillot à Pois Rouges)
| Clasificación de la montaña | Clasificación de la montaña | Clasificación de la montaña | Clasificación de la montaña | Clasificación de la montaña |
| Ciclista                    | Ciclista                    | Equipo                      | Puntos                      |                             |
| --------------------------- | --------------------------- | --------------------------- | --------------------------- | --------------------------- |
| 1.º                         | Tadej Pogačar               | UAE Team Emirates           | 36 pts                      |                             |
| 2.º                         | Jonas Abrahamsen            | Uno-X Mobility              | 36 pts                      |                             |
| 3.º                         | Jonas Vingegaard            | Team Visma \| Lease a Bike  | 28 pts                      |                             |
| 4.º                         | Remco Evenepoel             | Soudal Quick-Step           | 18 pts                      |                             |
| 5.º                         | Valentin Madouas            | Groupama-FDJ                | 16 pts                      |                             |
| 6.º                         | Carlos Rodríguez            | Ineos Grenadiers            | 12 pts                      |                             |
| 7.º                         | Stephen Williams            | Israel-Premier Tech         | 10 pts                      |                             |
| 8.º                         | Frank van den Broek         | Team dsm-firmenich PostNL   | 9 pts                       |                             |
| 9.º                         | Primož Roglič               | Red Bull-Bora-Hansgrohe     | 9 pts                       |                             |
| 10.º                        | Juan Ayuso                  | UAE Team Emirates           | 8 pts                       |                             |

### Clasificación del mejor joven(Maillot Blanc)
| Clasificación del mejor joven | Clasificación del mejor joven | Clasificación del mejor joven | Clasificación del mejor joven | Clasificación del mejor joven |
| Ciclista                      | Ciclista                      | Equipo                        | Tiempo                        |                               |
| ----------------------------- | ----------------------------- | ----------------------------- | ----------------------------- | ----------------------------- |
| 1.º                           | Remco Evenepoel               | Soudal Quick-Step             | 49 h 18 min 55 s              |                               |
| 2.º                           | Carlos Rodríguez              | Ineos Grenadiers              | + 3 min 34 s                  |                               |
| 3.º                           | Juan Ayuso                    | UAE Team Emirates             | + 6 min 03 s                  |                               |
| 4.º                           | Matteo Jorgenson              | Team Visma \| Lease a Bike    | + 7 min 50 s                  |                               |
| 5.º                           | Santiago Buitrago             | Bahrain Victorious            | + 8 min 35 s                  |                               |
| 6.º                           | Ben Healy                     | EF Education-EasyPost         | + 11 min 02 s                 |                               |
| 7.º                           | Javier Romo                   | Movistar Team                 | + 14 min 35 s                 |                               |
| 8.º                           | Ilan Van Wilder               | Soudal Quick-Step             | + 32 min 10 s                 |                               |
| 9.º                           | Oscar Onley                   | Team dsm-firmenich PostNL     | + 53 min 23 s                 |                               |
| 10.º                          | Thomas Pidcock                | Ineos Grenadiers              | + 53 min 34 s                 |                               |

### Clasificación por equipos(Classement par Équipe)
| Clasificación por equipos | Clasificación por equipos  | Clasificación por equipos | Clasificación por equipos |
| Equipo                    | Equipo                     | Tiempo                    |                           |
| ------------------------- | -------------------------- | ------------------------- | ------------------------- |
| 1.º                       | UAE Team Emirates          | 148 h 02 min 42 s         |                           |
| 2.º                       | Soudal Quick-Step          | + 21 min 03 s             |                           |
| 3.º                       | Ineos Grenadiers           | + 22 min 22 s             |                           |
| 4.º                       | Team Visma \| Lease a Bike | + 24 min 14 s             |                           |
| 5.º                       | Red Bull-Bora-Hansgrohe    | + 39 min 16 s             |                           |
| 6.º                       | Bahrain Victorious         | + 43 min 55 s             |                           |
| 7.º                       | Movistar Team              | + 47 min 03 s             |                           |
| 8.º                       | Lidl-Trek                  | + 54 min 39 s             |                           |
| 9.º                       | EF Education-EasyPost      | + 1 h 06 min 37 s         |                           |
| 10.º                      | Decathlon-AG2R La Mondiale | + 1 h 22 min 29 s         |                           |

## Abandonos
- Michael Morkov (Lidl-Trek) no tomó la salida de la etapa, por dar positivo en COVID.[3]
- Pello Bilbao (Bahrain Victorious) no terminó la etapa por enfermedad.[4]
- Fabio Jakobsen (Team dsm-firmenich PostNL) no terminó la etapa.[5]
- Yevgueni Fiodorov (Astana Qazaqstan Team) llegó fuera de control.
- Jonas Rickaert (Alpecin-Deceuninck) llegó fuera de control.
- Søren Kragh Andersen (Alpecin-Deceuninck) llegó fuera de control.